# Oxydia subdensata
Oxydia subdensata är en fjärilsart som beskrevs av Paul Dognin 1911. Oxydia subdensata ingår i släktet Oxydia och familjen mätare. Inga underarter finns listade i Catalogue of Life.